# Vanneau soldat
Vanellus miles
 (octobre 2009).
Si vous disposez d'ouvrages ou d'articles de référence ou si vous connaissez des sites web de qualité traitant du thème abordé ici, merci de compléter l'article en donnant les références utiles à sa vérifiabilité et en les liant à la section « Notes et références ».
Espèce
Statut de conservation UICN

 LC  : Préoccupation mineure
Le Vanneau soldat (Vanellus miles) est une espèce d'oiseau de la famille des Charadriidae.

## Sous-espèces
D'après la classification de référence (version 14.1, 2024) de l'Union internationale des ornithologues, le Vanneau soldat possède 2 sous-espèces (ordre philogénique) :
- Vanellus miles miles (Boddaert, 1783) : Nord de l'Australie ;
- Vanellus miles novaehollandiae Stephens, 1819  : Est et Sud de l'Australie.

## Description
Il mesure 38 cm de long ; le corps est blanc, les ailes et le dos marron et le sommet de la tête noir. Le bec et un masque couvrant la face sont jaunes. Les deux sexes sont semblables.
La sous-espèce Vanellus miles miles a le cou blanc et de grandes caroncules jaunes alors que la sous-espèce Vanellus miles novaehollandiae a une bande noire à la base du cou et de plus petites caroncules.

## Distribution
Il est endémique d'Indonésie, de Nouvelle-Guinée et d'Australie où on le trouve dans le nord, l'est et le sud.
Il a colonisé la Nouvelle-Zélande dans les années 1930 et la Nouvelle-Calédonie.

## Habitat
Il vit dans les marais, les plages et les prairies, près des points d'eau où la nourriture est abondante. On le rencontre souvent dans les zones urbaines et il a la mauvaise réputation de faire son nid sur les terrains de sport.

## Alimentation
Il se nourrit d'insectes, de vers de terre et autres petits invertébrés.

## Mode de vie
C'est un oiseau qui vit sur le sol. Il vit seul, en couple ou en petits groupes.

## Reproduction
La reproduction se fait lorsque les circonstances sont favorables (généralement après la saison des pluies). Les deux parents construisent un nid d'herbes et de branches sur le sol où la femelle pond 3 à 5 œufs. Les parents défendent leur nid soit par la force, en plongeant sur un intrus pour l'effrayer, soit par la ruse, en feignant d'être blessé pour éloigner la menace.

## Galerie

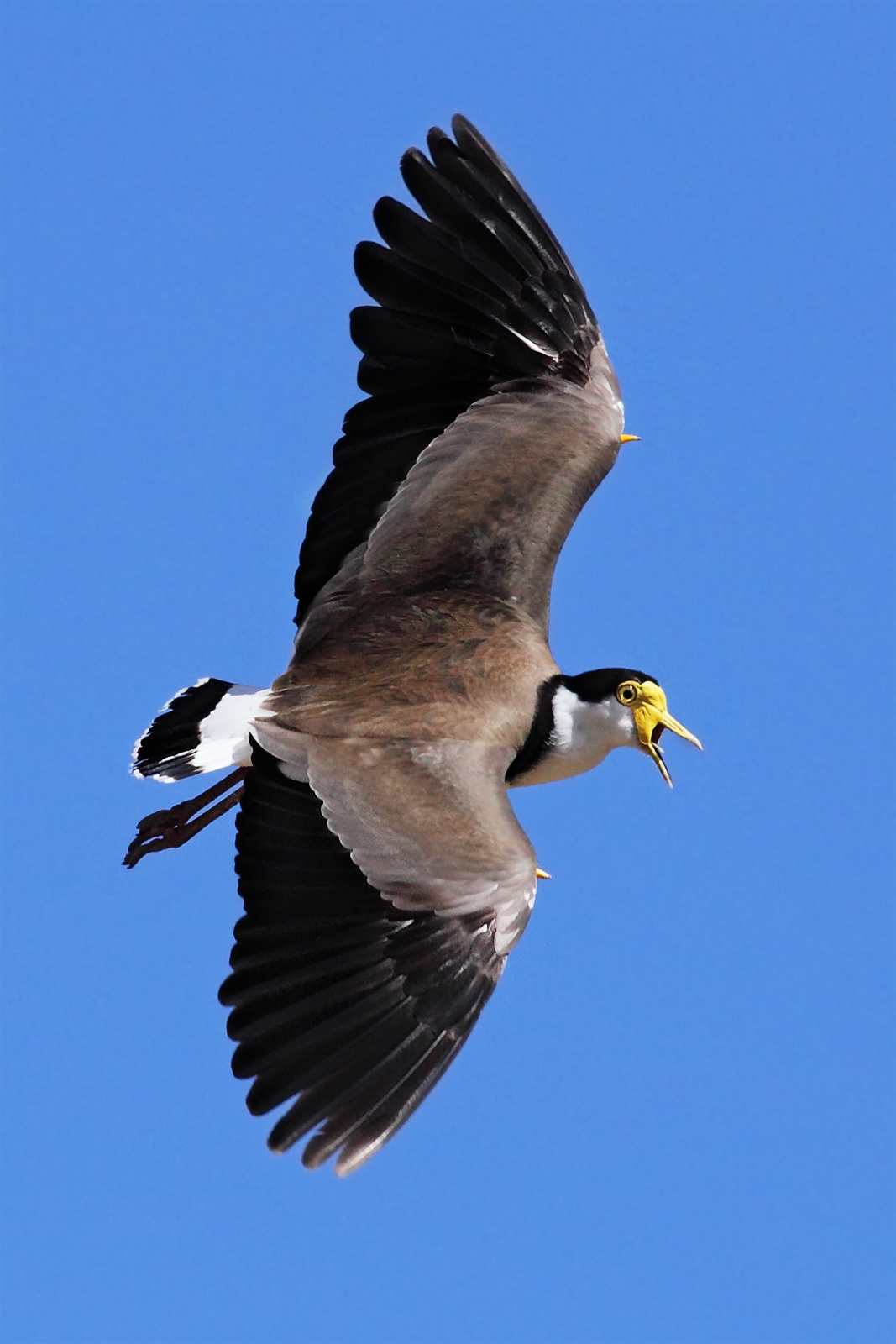
Vanneau soldat en vol.
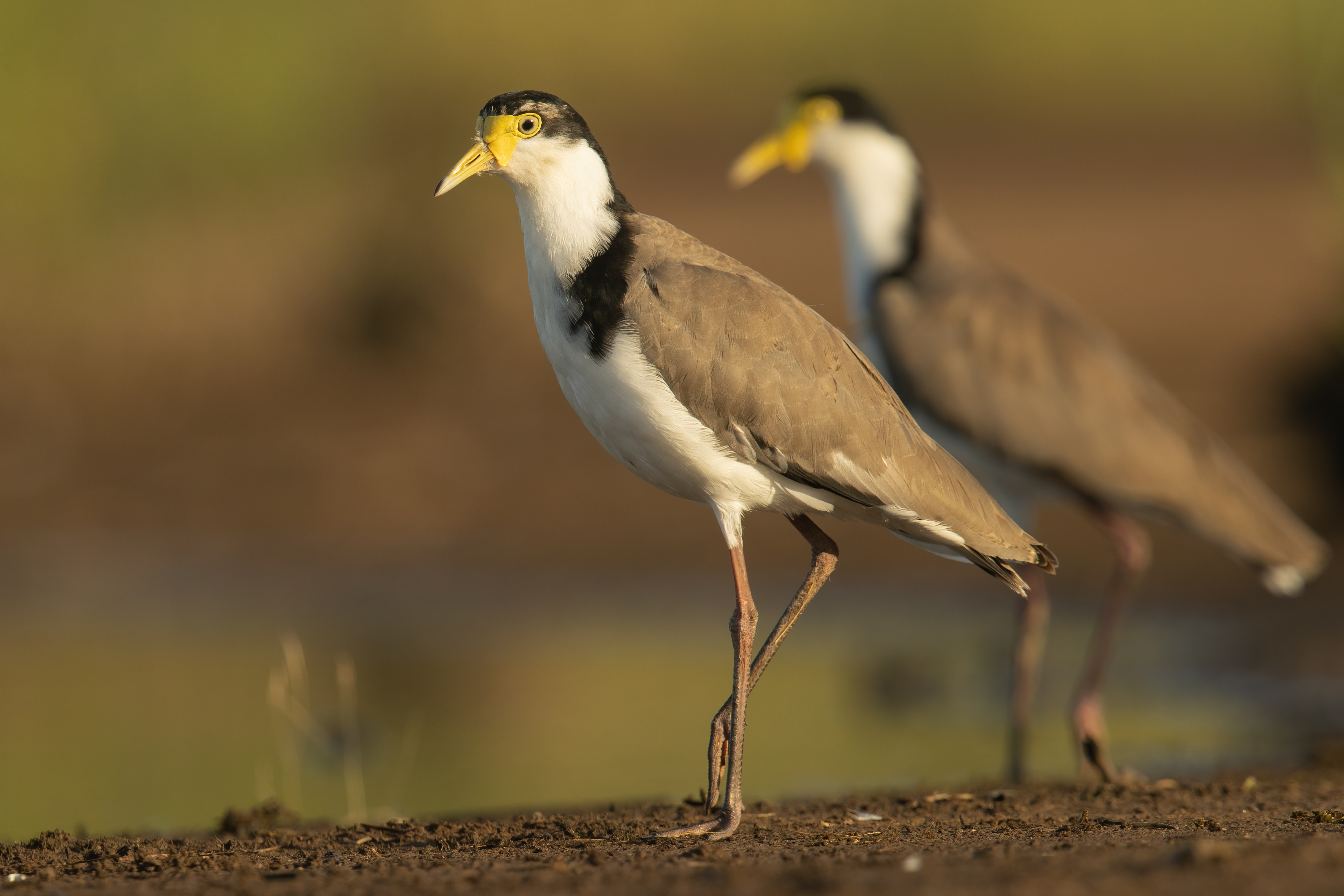
Vanellus miles novaehollandiae
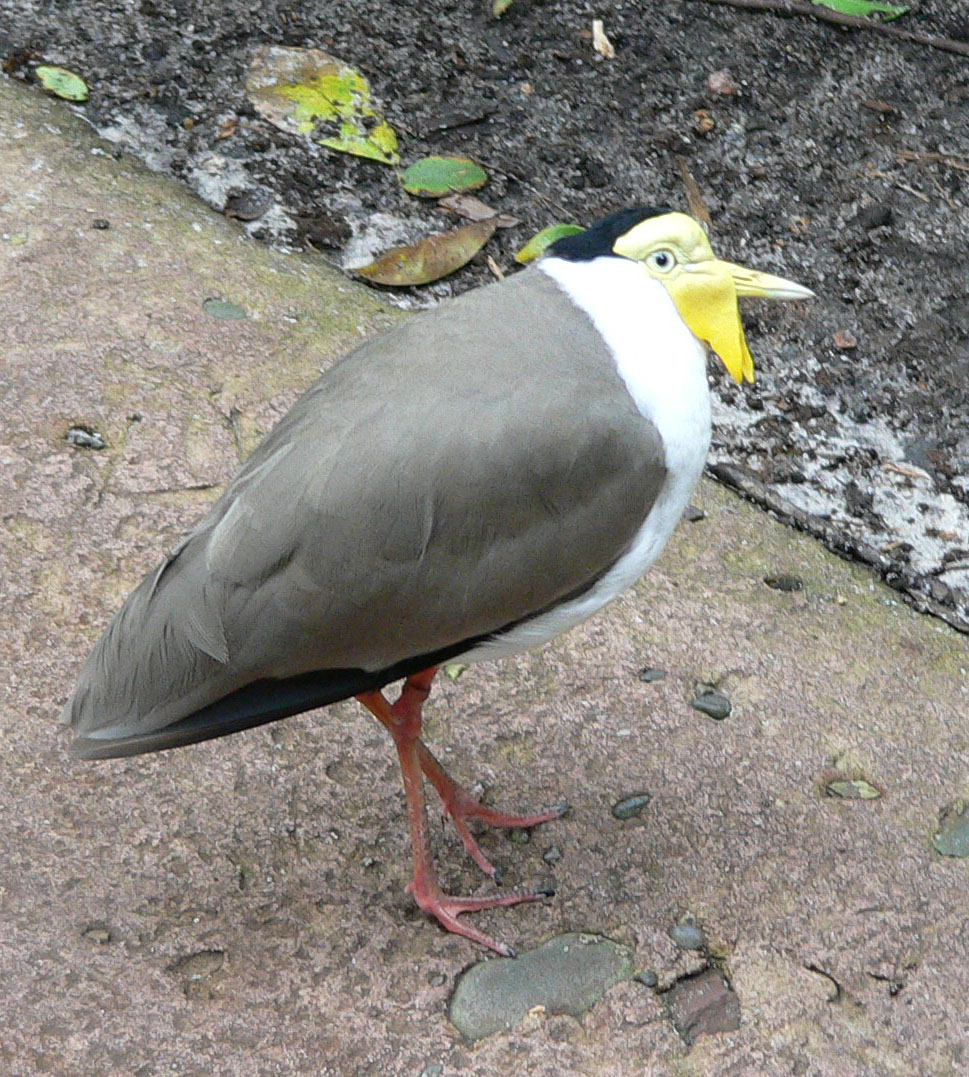
Vanellus miles miles
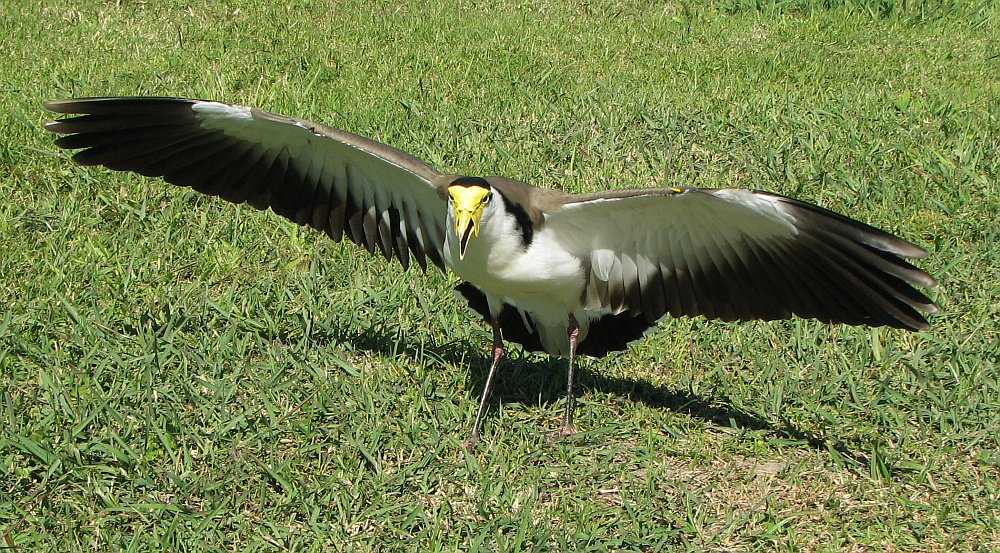
Un vanneau soldat défendant son nid
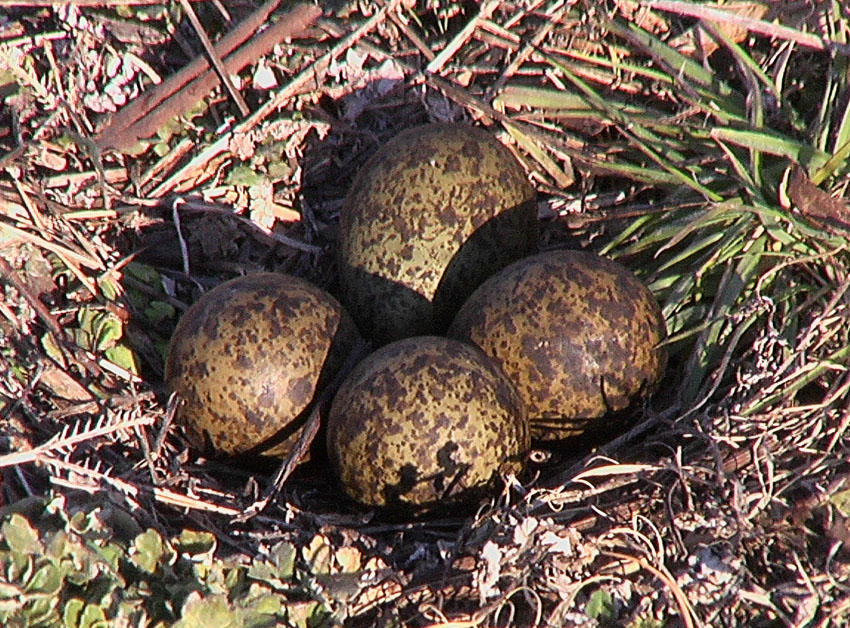
Œufs
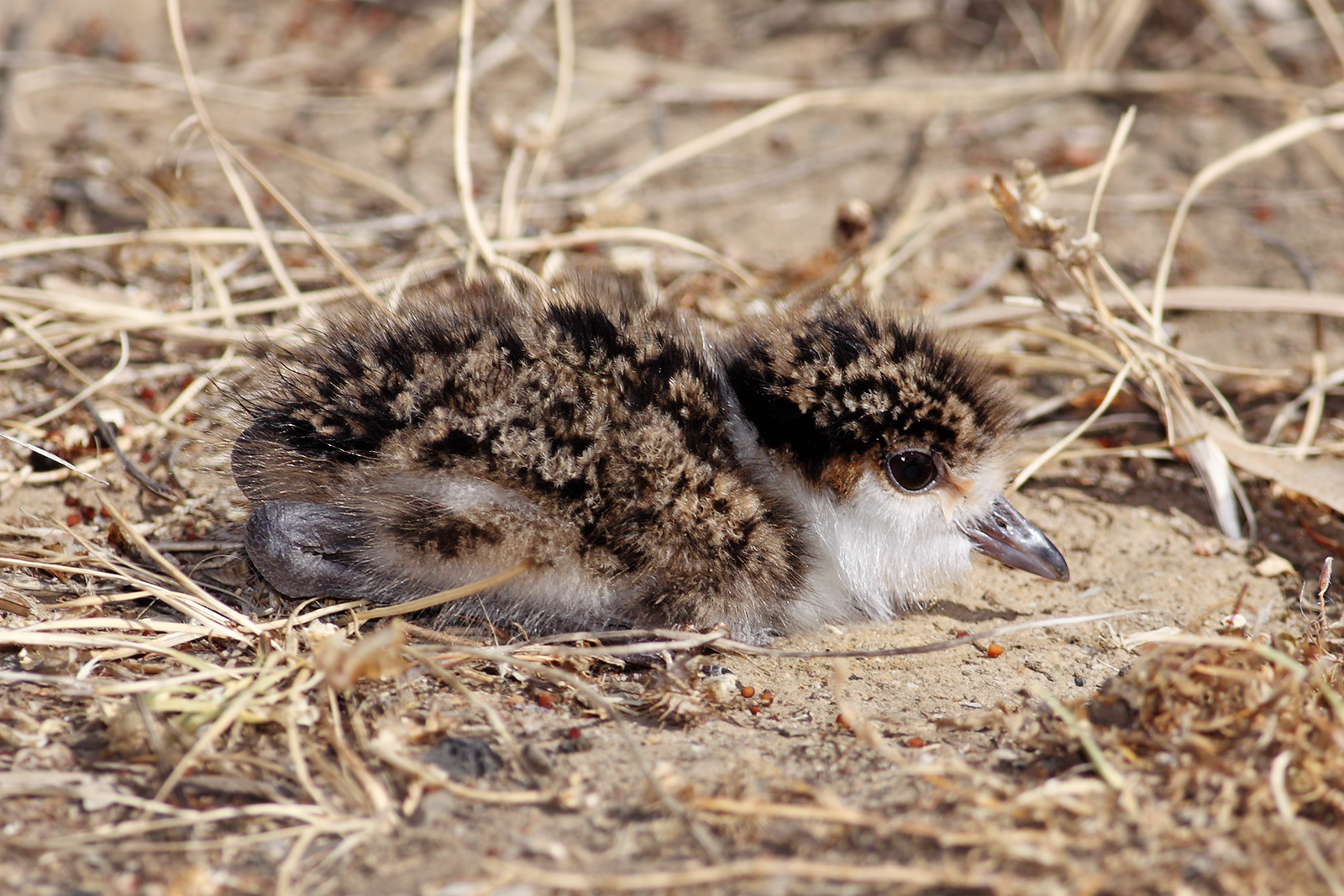
Poussin
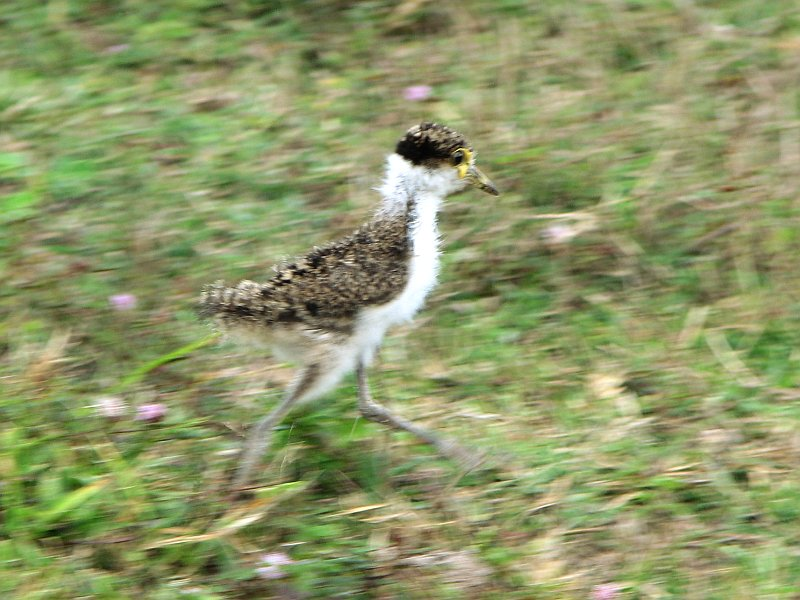
Jeune vanneau soldat.
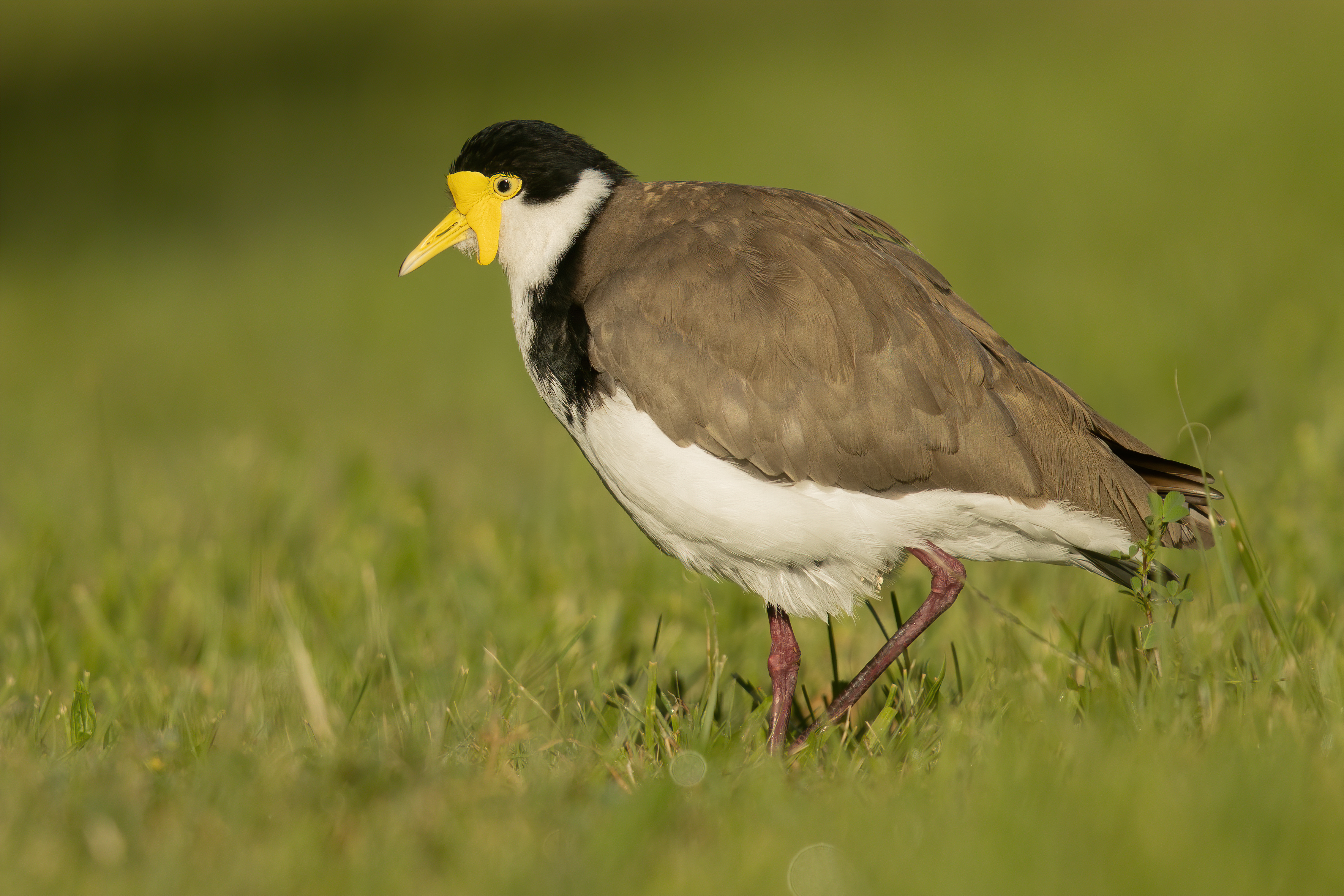
Vanneau soldat se promenant sur sa pelouse à Newington (Australie). Mai 2020.